# Vreme
Vreme, en serbe cyrillique Време (« le temps »), est un hebdomadaire serbe publié à Belgrade. Il a été créé en octobre 1990 par un groupe de journalistes venus du quotidien Politika, prenant comme modèle le TIME et Newsweek. Pendant les guerres de Yougoslavie, il a tiré jusqu'à 30 000 exemplaires, avec un quart des ventes réalisé à l'étranger.

## Présentation
Vreme a la réputation d'être l'une des sources d'informations les plus fiables de l'ex-Yougoslavie. Pendant les guerres de Yougoslavie, il fut abondamment cité par les journalistes étrangers.
Vreme publie également un certain nombre de suppléments : Vreme Novca (« le temps de l'argent »), Vreme Zabave (« le temps des loisirs »), etc. ; de ce fait, il est devenu une véritable maison d'édition. Il dispose aussi d'une édition internationale, Vreme International, qui vise particulièrement la diaspora serbe en Europe.